# Klevesche Häuser
Klevesche Häuser ist ein Ortsteil der Gemeinde Löwenberger Land im Norden des Landes Brandenburg. Das Dorf wurde im 17. Jahrhundert von reformierten Kolonisten aus dem Herzogtum Kleve angelegt.

## Geographie

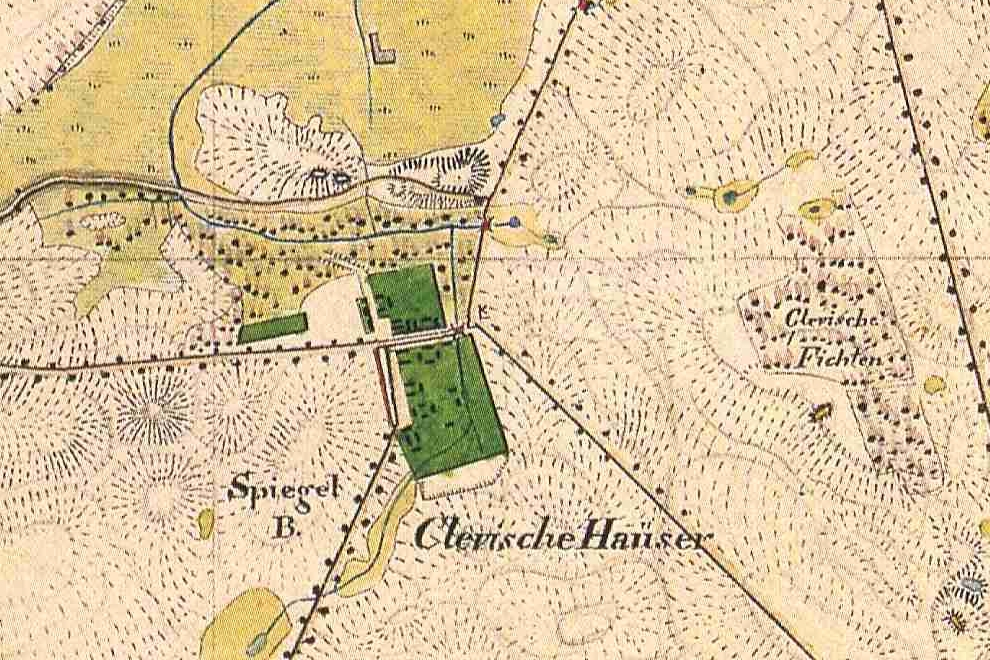
Klevesche Häuser auf einem Messtischblatt der Preußischen Uraufnahme von 1825

Klevesche Häuser liegt im Südosten des Naturraums der Granseer Platte. Der Ortsteil grenzt im Norden an den Ortsteil Gutengermendorf, im Osten an den Ortsteil Häsen sowie im Süden und Westen an den Ortsteil Neuhäsen.

## Geschichte
Klevesche Häuser entstand nach 1651 als Kolonistendorf auf einem Teil der wüsten Feldmark von Häsen. Jobst von Hertefeld, dem das Gebiet als Teil der Grundherrschaft zu Liebenberg gehörte, siedelte dort reformierte Einwanderer aus dem Herzogtum Kleve an.
1900 bildete das Dorf eine Landgemeinde mit 199 ha Fläche im Kreis Ruppin der Provinz Brandenburg. Am 1. Januar 1938 wurde Klevesche Häuser in die Gemeinde Häsen eingemeindet.
Am 31. Dezember 1997 schloss sich Häsen mit neun weiteren Gemeinden zur neuen Gemeinde Löwenberger Land zusammen. Klevesche Häuser bildet einen Ortsteil der Gemeinde Löwenberger Land.

## Einwohnerentwicklung
Die folgende Tabelle zeigt die Einwohnerentwicklung von Klevesche Häuser zwischen 1875 und 1933 im Gebietsstand des jeweiligen Stichtages:
| Stichtag      | Einwohner | Bemerkungen                           |
| ------------- | --------- | ------------------------------------- |
| 1. Dez. 1875  | 114       | Volkszählung                          |
| 1. Dez. 1890  | 107       | Volkszählung                          |
| 1. Dez. 1910  | 091       | Volkszählung                          |
| 16. Juni 1925 | 096       | Volkszählung                          |
| 16. Juni 1933 | 091       | letzte Volkszählung vor Eingemeindung |